# 하브리시우카 빈니차 국제공항

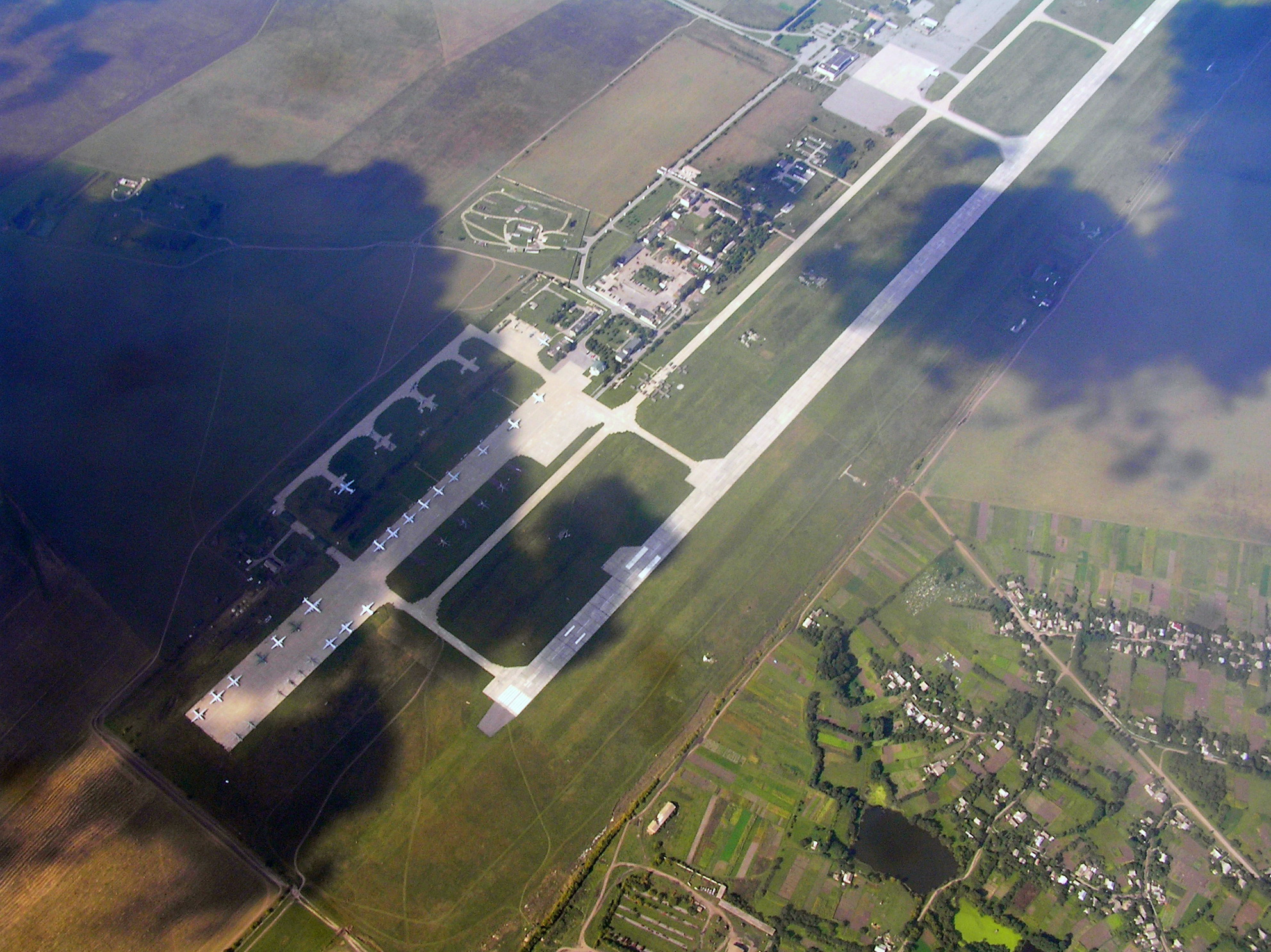

하브리시우카 빈니차 국제공항(우크라이나어: Міжнародний Аеропорт «Вінниця» (Гавришівка), Havryshivka Vinnytsia International Airport, IATA: VIN, ICAO: UKWW)은 우크라이나 빈니차주 빈니차시를 관할하는 공항이다. 빈니차 국제공항으로도 부른다.
이 공항에는 우크라이나 공군의 제456근위수송항공여단이 위치해 있다.

## 2022년 로켓 공격
이 공항은 2022년 3월 6일 2022년 러시아의 우크라이나 침공 기간 중 8발의 미사일 공격을 받았다.

## 통계
| 연도 | 승객   | 전년 대비 변화 | 비행편 | 전년 대비 변화 |
| ---- | ------ | -------------- | ------ | -------------- |
| 2015 | 9,800  | –              | –      | –              |
| 2016 | 29,002 | 0195.9%        | 442    | –              |
| 2017 | 52,942 | 082,5%         | 802    | 081,4%         |
| 2018 | 60,873 | 015%           | 1,344  | 067,5%         |